# Marpissa soricina
Marpissa soricina là một loài nhện trong họ Salticidae.
Loài này thuộc chi Marpissa. Marpissa soricina được Tord Tamerlan Teodor Thorell miêu tả năm 1899.